# Léonie Claudine Lougué Sorgho
Léonie Claudine Lougué Sorgho foi Ministra da Saúde de Burkina Faso de 2019 a 2021.
Lougué Sorgho é doutorada em Medicina pela Cheikh Anta Diop University em Dakar e possui um Certificado de Estudos Especializados em Radiologia e Imagem Médica do Centro Internacional para o Treino de Radiologistas na África Negra Francófona (CIFRAF) da Universidade Nacional da Costa do Marfim.